# オオバン
オオバン（大鷭、学名：Fulica atra）は、ツル目クイナ科オオバン属に分類される鳥類の一種。オオバン属の模式種。

## 分布
- F. a. atra
アフリカ大陸北部、ユーラシア大陸、アイスランド、イギリス、スリランカ、日本、フィリピン
夏季にヨーロッパ、シベリア、朝鮮半島などで繁殖し、冬季になると東南アジアやアラビア半島、サハラ砂漠などへ南下し越冬する。
日本では夏季に北海道（夏鳥、少数が越冬[4]）、本州、九州で繁殖し、冬季になると本州以南で越冬する（冬鳥もしくは留鳥）。[5][6][7][8][9][10][11]
- F. a. australis
オーストラリア、ニュージーランド[7]
- F. a. lugubris
インドネシア（ジャワ島）[7]
- F. a. novaeguinea
インドネシア、パプアニューギニア（ニューギニア島）[7]

## 形態
全長32-39cm、翼開張70-80 cm。和名はバンよりも大型であることに由来する。頭部や頸部は黒い羽毛で被われ、頭頂や後頸には光沢がある。胴体は灰黒色の羽毛で被われ、上面は青みがかる。尾羽基部下面（下尾筒）は黒い羽毛で被われる。尾羽の色彩は黒褐色。次列風切先端は白い。
虹彩は赤や赤褐色。嘴の色彩は白い。上嘴から額にかけて白い肉質（額板）で覆われる。
夏季（夏羽）は後肢の色彩が黄緑色や緑青色、冬季（冬羽）は後肢の色彩は灰緑色。雛は黒い綿羽で被われる。眼先や喉は赤い、顔や翼はオレンジ色の綿羽で被われる。幼鳥は全身が黒褐色、喉から胸部が白い羽毛で被われる。眼の周囲から眼後部にかけて白い斑紋が入る。嘴の色彩は黄白色。脚には木の葉形状の水かき（弁足）があるため、バンよりも泳ぎは上手い。

## 亜種
- F. a. atra　Linnaeus, 1758
- F. a. australis
- F. a. lugubris
- F. a. novaeguinea

## 生態
湖沼、湿原、水田などに生息する。非繁殖期には大規模な群れを形成することもある。英名cootは鳴き声に由来するという説もある。
食性は植物食傾向の強い雑食で、主に水生植物を食べるが魚類、鳥類の卵や雛、昆虫、軟体動物なども食べる。
繁殖形態は卵生。水辺や水生植物の中に植物を積み上げた皿状の巣を雌雄で作り、1-13個の卵を年に2回（3回産むこともあり）産む。雌雄交代で抱卵し、抱卵期間は21-24日。雌雄共に育雛を行い、年に2回以上繁殖するため先に生まれた幼鳥も育雛を行うこともある。

## 種の保全状況評価
国際自然保護連合（IUCN）により、軽度懸念（LC）の指定を受けている。
日本の以下の都道府県でレッドリストの指定を受けている。
- 絶滅寸前（絶滅危惧I類、CR） - 埼玉県
- 危急種（絶滅危惧II類・VU） - 栃木県、千葉県、大分県
- 準絶滅危惧（NT） - 群馬県、富山県、京都府、大阪府、奈良県、山口県、香川県、沖縄県
- 要注目種 - 宮城県
- 情報不足（DD） - 岩手県、福島県

## 人間との関係
英名cootはケルト族の本種を指す呼称に由来するという説もある。千葉県我孫子市の指定の鳥である。狩猟鳥獣に指定されていないため狩猟により捕獲することはできない。しかしながら、農作物への食害を理由として有害駆除の対象として捕獲されている例がある。

## 画像・音声

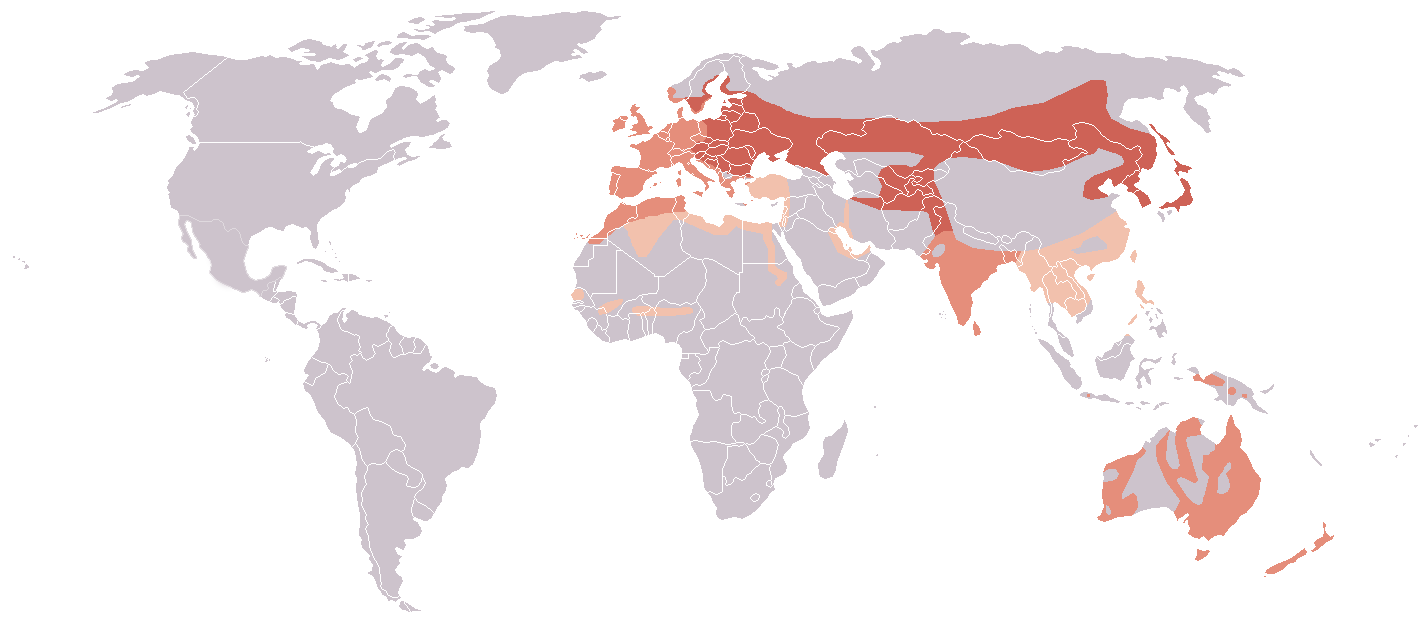
分布 赤:繁殖地、ピンク:周年生息地、薄ピンク:越冬地
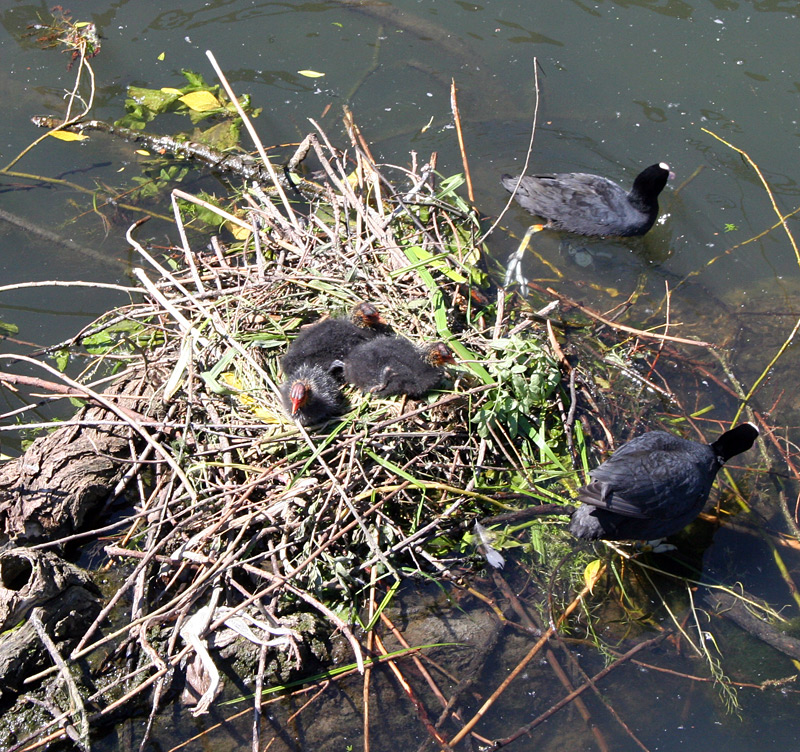
巣と雛
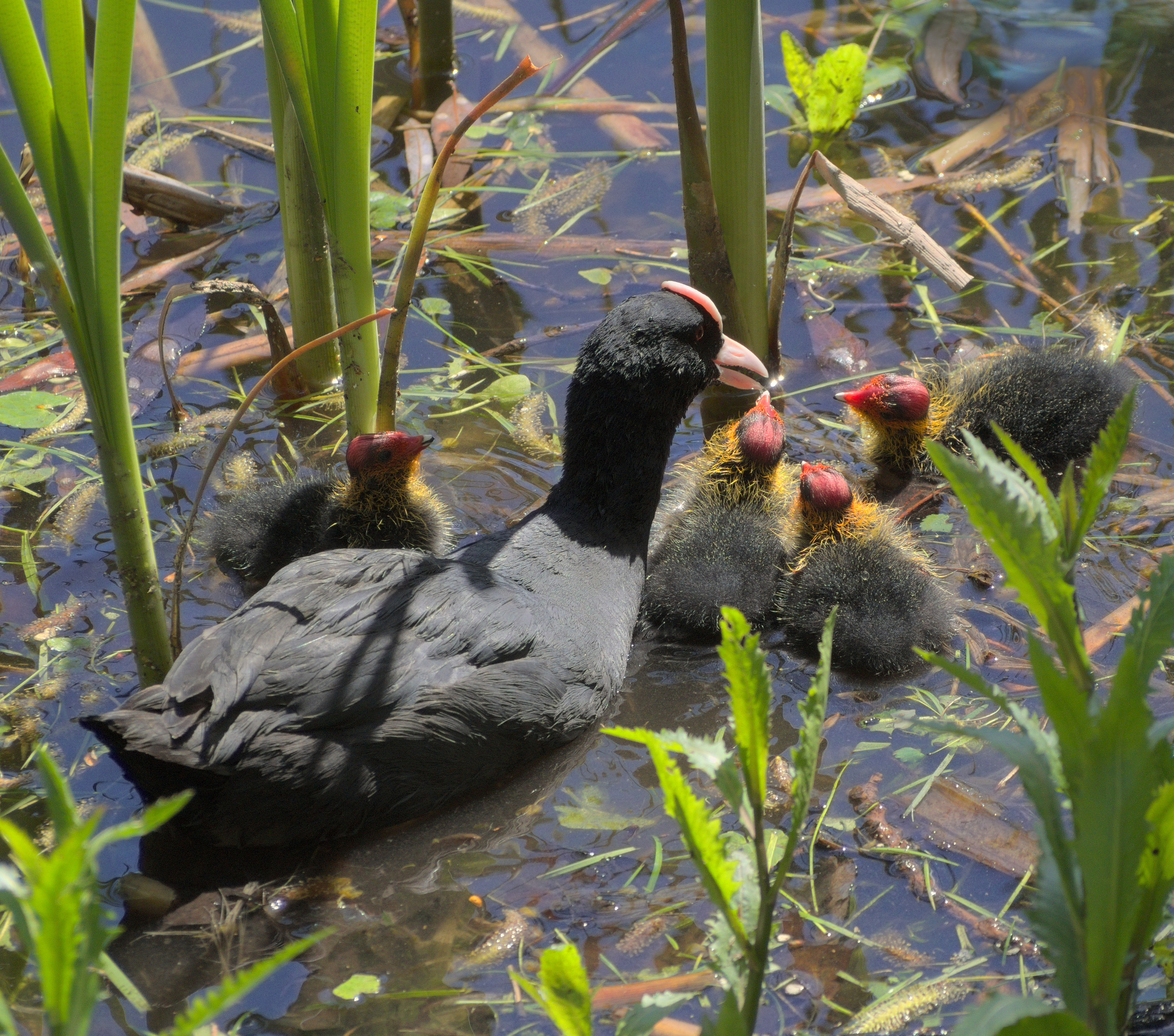
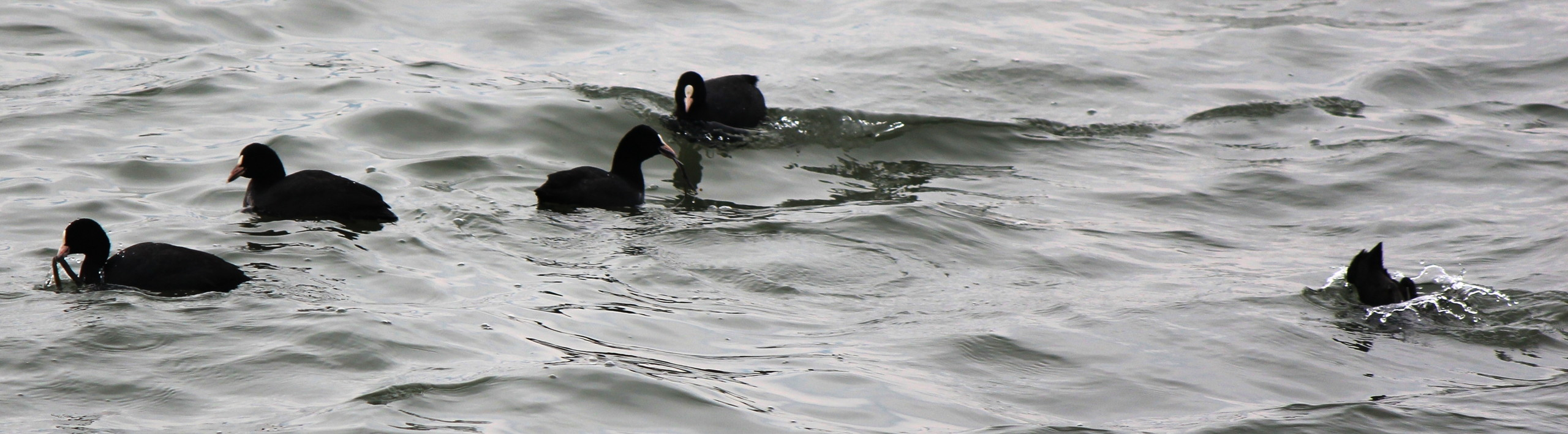
川に潜って水草を食べるオオバンの群れ
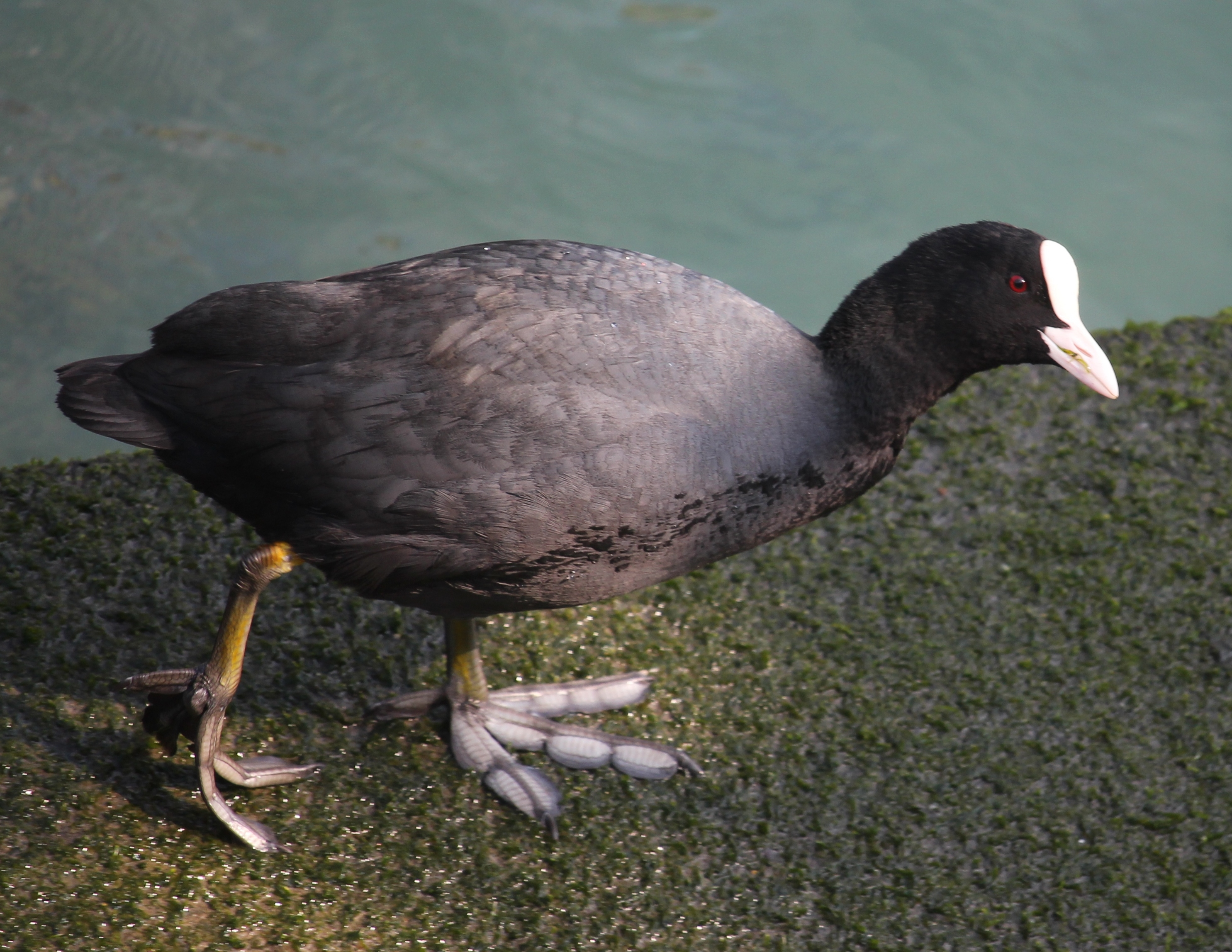
歩行中のオオバン
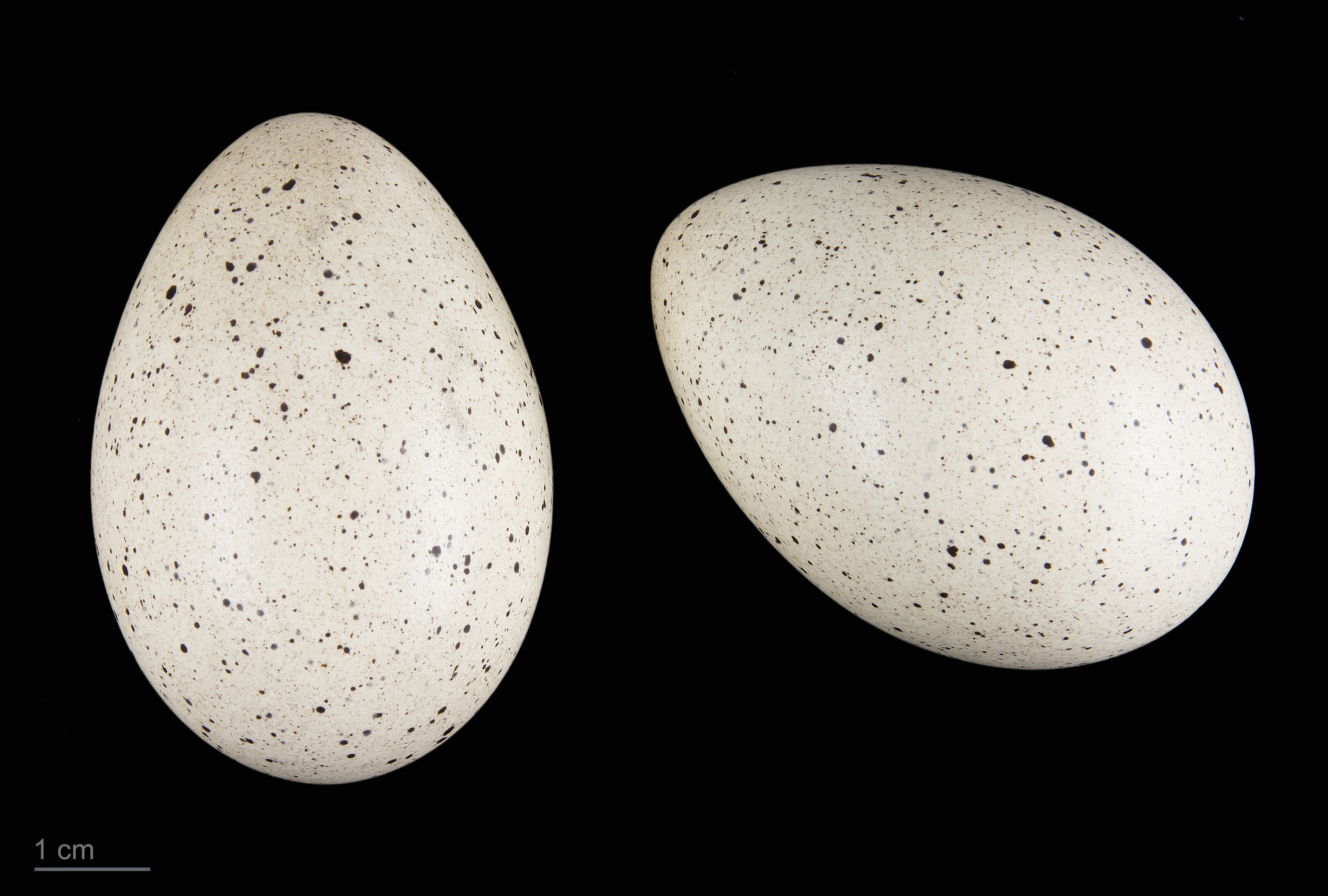
Museum specimen